# Zwolnieni z życia
Zwolnieni z życia – polsko-francuski dramat psychologiczny z 1992 roku w reżyserii Waldemara Krzystka.

## Treść
Wigilia 1989 roku. Kiedy Marek wychodzi do pracy, na ulicy zaczepia go nieznana mu Elżbieta, prosząc o pomoc w naprawie światła w mieszkaniu. Prowadzi go w zasadzkę, gdzie Marek zostaje ciężko pobity przez SB-ków, a następnie wrzucony do śmietnika. Znaleziony przez śmieciarzy, w poważnym stanie trafia do szpitala i choć leczony z doznanych obrażeń, przejawia amnezję. Odnajdują go tam matka i brat, których nie poznaje. W separatce odwiedza go również Elżbieta, którą rozpoznaje i którą kojarzy z niebezpieczeństwem. Wystraszony przeczuwanym zagrożeniem, ucieka ze szpitala. Jego brat Jan, solidarnościowy polityk, próbuje go odnaleźć, podejrzewając, że pobicie Marka było ostrzeżeniem skierowanym pod jego adresem, a zniknięcie – próbą szantażu w sytuacji, gdy Jan ma zeznawać przeciw byłym SB-kom. Tymczasem błąkający się po okolicy Marek trafia na dworzec. Tam poznaje kobietę w barwnym ubraniu i o nietypowym zachowaniu. Nazywana przez miejscowych „Francuzką”, zajmuje się Markiem i jako opiekunka próbuje mu pomóc w odzyskaniu utraconej pamięci. Tym samym jednak naraża się na niebezpieczeństwo, gdy esbecy również usiłują go odnaleźć i ostatecznie zgładzić jako zbędnego świadka swych działań.

## Obsada
- Jan Frycz – Marek Wysocki
- Krystyna Janda – „Francuzka”
- Suzel Goffre – matka Marka i Jana
- Wojciech Wysocki – Jan Wysocki, brat Marka, działacz „Solidarności”
- Gabriela Kownacka – Elżbieta
- Mariusz Benoit – mąż Elżbiety, kapitan SB
- Krzysztof Tyniec – SB-ek, podwładny kapitana
- Leon Charewicz – „Kumpel”, SB-ek, podwładny kapitana
- Władysław Kowalski – chirurg
- Anna Ciepielewska – sąsiadka Wysockich
- Maria Chwalibóg – intendentka w magazynie szpitalnym
- Ewa Wencel – pielęgniarka
- Zygmunt Bielawski – zwierzchnik kapitana
- Grażyna Trela – żona „Kumpla”
- Henryk Machalica – psychiatra
- Jerzy Zelnik – senator, kolega Jana Wysockiego
- Leon Niemczyk – dyrektor szpitala
- Grzegorz Wons – Wiktor, konfident SB
- Cezary Pazura – milicjant
- Andrzej Mastalerz – pacjent leżący obok Marka